# Американска лиска
Американската лиска (Fulica americana) е вид птица от семейство Дърдавцови (Rallidae). Видът е незастрашен от изчезване.

## Разпространение и местообитание
Американската лиска е разпространена от южните части на Квебек до тихоокеанския бряг на Северна Америка и на юг до северните части на Южна Америка. Обитават тръстикови езера и водоеми, открити блата и бавни реки. Те предпочитат сладководни среди, но могат временно да живеят в среда със солена вода през зимните месеци.